# Đuro Špoljarić
Đuro Špoljarić Đuka (Gornji Kosinj, Perušić, 10. svibnja 1906. – Zagreb, 7. svibnja 1991.) je hrvatski komunistički dužnosnik, partizan i sindikalist.

## Životopis
Rođenjem Ličanin, sin Stjepana i Marije rođ. Brozović, kršten je u Rimokatoličkoj crkvi. Završio je krojački zanat, zasnovao obitelj, imao dvoje djece (1939.). Živio je u Zagrebu, tadašnjoj Ponjamnovoj ulici br. 4.

## Sindikalna djelatnost
Špoljarić je bio član Centralne sindikalne komisije Ujedinjenoga radničkog sindikalnog saveza Jugoslavije, a iza rata je bio i savezni sindikalni čelnik Saveza sindikata Jugoslavije. U jednom navratu hvalio se ideološkom superionošću jugoslavenskih udarnika koji su u stanju izdržati 20 – 30 sati rada u najtežim uvjetima.

## Komunistička djelatnost
Revolucionarnome radničkom pokretu pristupio je poslije Prvoga svjetskog rata, isprva kao član SKOJ-e (1925.), zatim KPJ-e (1929.). Od 1930. je bio instruktor pri Centralnom komitetu KPJ u Beogradu. Godine 1935. bio je izabran za tajnika Pokrajinskog komiteta KPJ za Hrvatsku.
Na »krnjem kongresu« kojim je u noći s 1. na 2. kolovoza 1937. osnovana Komunistička stranka Hrvatske postaje prvoizabrani sekretar (hrv. tajnik) Glavnoga odbora Komunističke stranke Hrvatske (kasnije Središnjega odbora Komunističke partije Hrvatske). U Središnjem odboru KPH (kasnije Centralnom komitetu KPH) Špoljarić je bio zadužen za kontakte s Hrvatskim zagorjem i Međimurjem, te sa Sušakom.
Godine 1939. je zajedno s Markom Oreškovićem radio na ustrojavanju podružnice njihove stranke u Sušaku. Uhićeni su i bilo im je suđeno temeljem čl. 1. Zakona o zaštiti javne bezbjednosti i poretka u državi, radi širenja komunističkih ideja. Obojica su sudu izjavili pripadnost komunistima. I prije ovoga suđenja bio je zatvaran u Zagrebu (1937.).
1939. je smijenjen s položaja sekretara, ali i položaja člana CK KPH.
Ivo Banac označava Špoljarića kao predstavnika hrvatskih pučkofrontovaca, koji su umnogome izgubili svoj položaj unutar KPJ-e, kao glavni gubitnici unutar starih frakcija, pometeni u stranu, označeni kao kominternisti. Po Bančevoj ocjeni u Hrvatskoj staljinizam nije uhvatio korijena, a pristajanje hrvatskih komunista uz Rezoluciju bio je, po njegovom sudu, na svojevrstan način oblik vezivanja uz Hebrangovu struju, misleći pritom upravo na nacionalno pitanje.

## Stradanje prije rata
- 1939. – Marko Orešković, bivši dobrovoljac međunarodne brigade u Španjolskoj, i Đuro Špoljarić, sindikalni dužnosnik, obojica s boravištem u Zagrebu, zatvoreni su u kazneni zavod u Lepoglavi, a nakon toga odvedeni na Sušak u policijski zatvor, gdje su bili izvrgnuti mučenju. Bili su vezani i vješani naglavce na kolac i volovskom žilom bičevani po tabanima.[8] Poslije su vraćeni u Lepoglavu jer zbog obimnih uhićenja u Sušaku nije bilo više mjesta.[9]
- 1936./1937. – U okviru procesa protiv Božidara Adžije i dvadeset i trojice komunista uhićenih studenoga 1936., osuđeni su srpnja 1937. i članovi Pokrajinskoga komiteta KPJ za Hrvatsku, D. Saili, Đ. Špoljarić i S. Vlahek.[10]

## Drugi svjetski rat
Kao sudionik NOB-e bio je jedno vrijeme politički komesar Mokranjskog bataljuna (u BiH), te pripadnik 13. primorsko-goranske divizije. Za vrijeme rata je bio rukovoditelj srednjega partijskog tečaja pri Okružnom komitetu KPH za Liku, stranački instruktor u Dalmaciji. Također je boravio na Krku. Bio je vijećnik ZAVNOH-a, na Prvome, Drugome, Trećem i Četvrtome zasjedanju.

## Stradanje poslije rata
Bio je zatočenik političkoga logora na Golom otoku, iz kojih razloga je promijenio ime i prezime.

## Ostale djelatnosti
Špoljarić je bio vanjski suradnik Instituta za historiju radničkog pokreta Hrvatske, te od svibnja 1947. do siječnja 1950. na čelu tadašnjega Državnog zavoda za socijalno osiguranje NR Hrvatske.